# Chiesa della Madonna del Rosario (Predaia)
La chiesa della Madonna del Rosario è la parrocchiale a Vervò, frazione di Predaia, in Trentino. Risale al XIV secolo.

## Storia

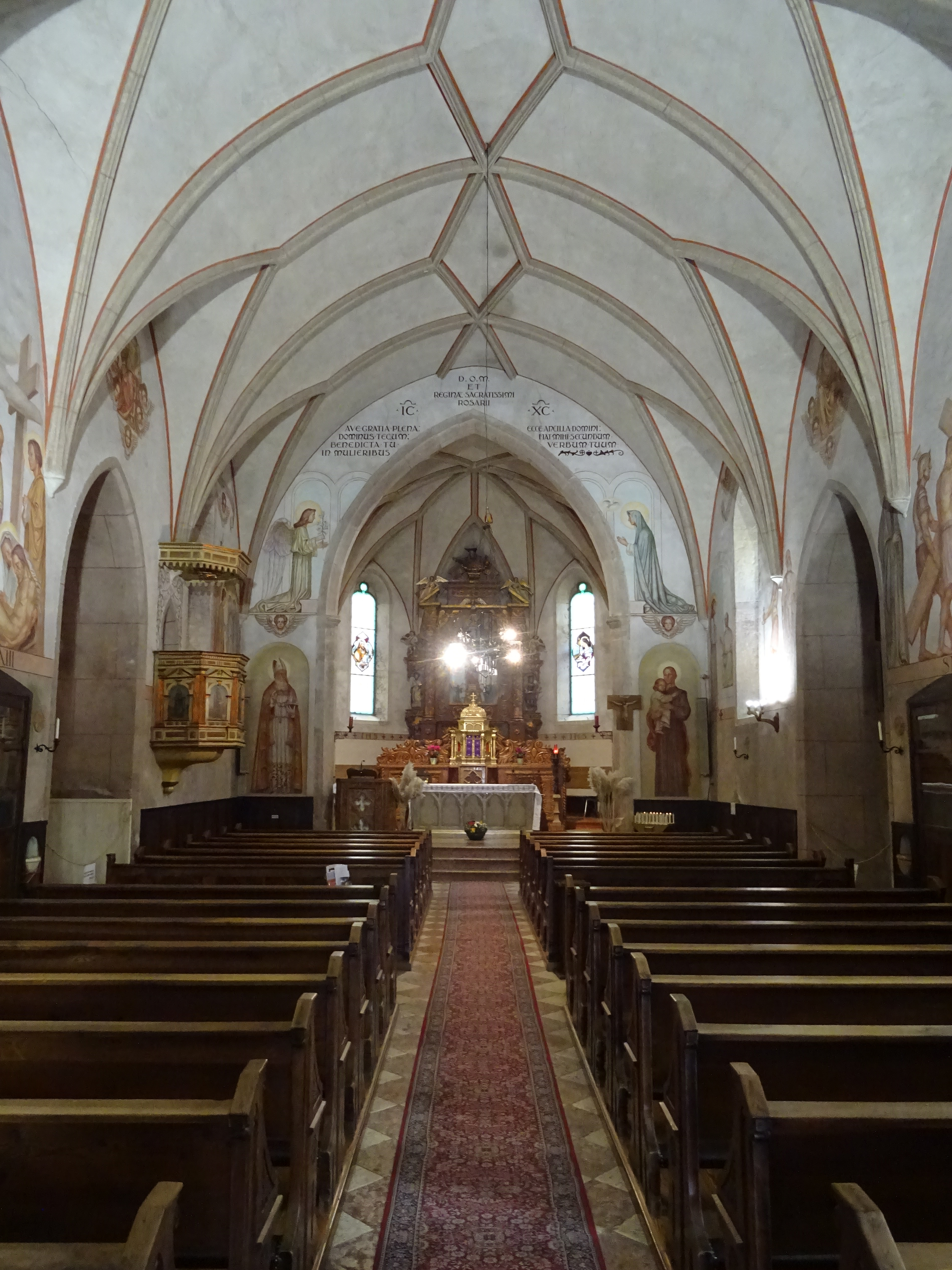
Interno

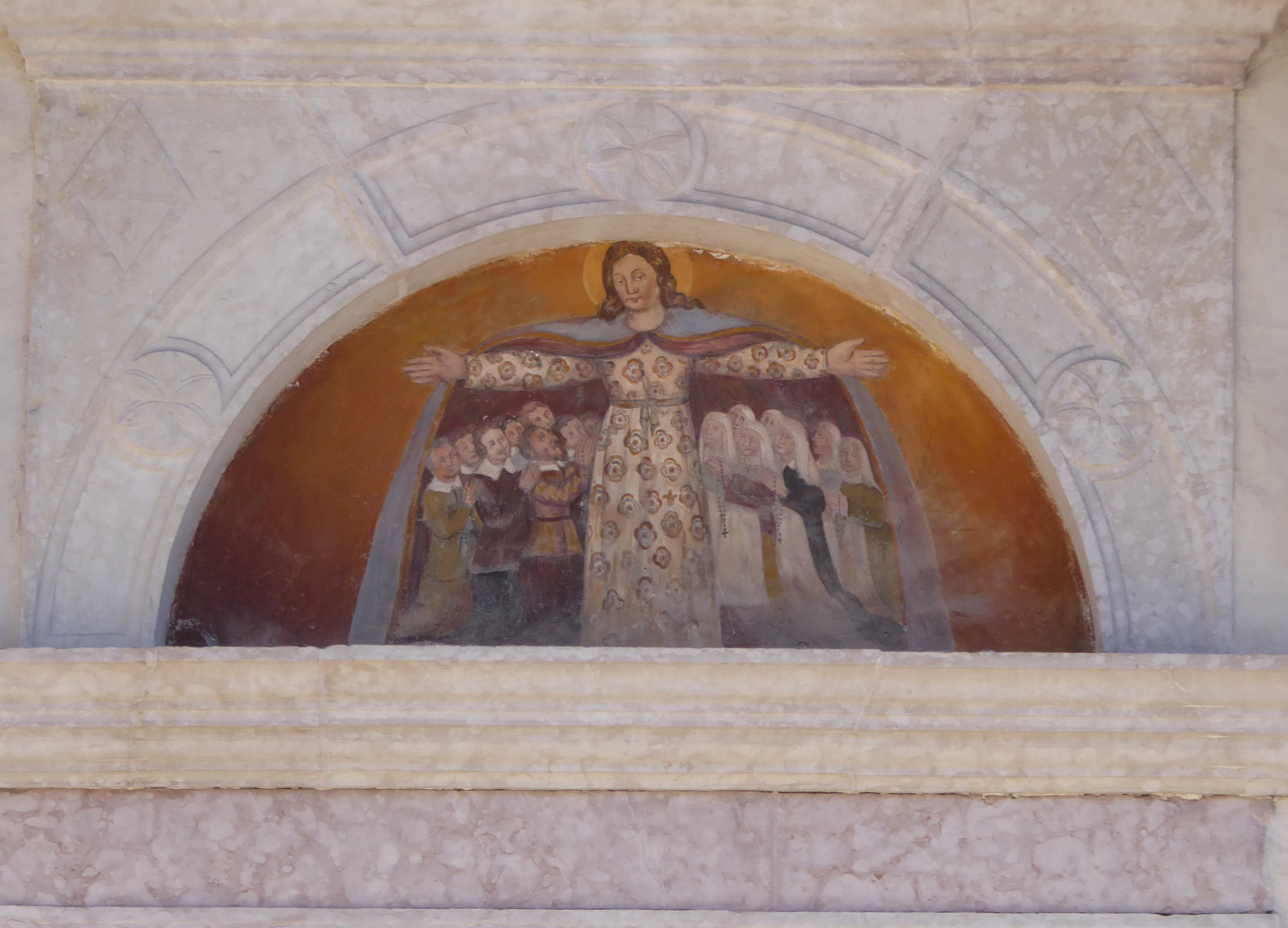
Affresco sopra la porta d'ingresso

A Vervò la parrocchiale viene citata sin dalla prima metà del XIV secolo e nel secolo successivo ottenne la concessione della custodia eucaristica e del fonte battesimale.
Tra il XV secolo e quello successivo la chiesa venne ampliata e venne solennemente consacrata. Ottenne la dignità curaziale e le fu assegnato stabilmente un sacerdote. La torre campanaria venne poi dotata di una prima campana, fusa per la chiesa nel 1547.
L'altar maggiore venne dotato di una sua pala, la sala venne decorata e la facciata fu arricchita, nella lunetta, di un affresco raffigurante la Madonna. Dopo i lavori il delegato del vescovo Carlo Emanuele Madruzzo, Jesse Perchoffer, celebrò una seconda consacrazione, nel 1649.
Alla fine del XVIII secolo venne ricostruita in muratura la torre campanaria completa di una nuova copertura. Nel secolo successivo vennero fuse due nuove campane da aggiungere a quella già presente e vennero integrati gli arredi della sala e del presbiterio. Seguì, nel 1886, una terza consacrazione.
Ottenne dignità di parrocchia nel 1920 e subito dopo due nuove campane vennero fuse, poiché durante il primo conflitto mondiale gli austriaci le avevano requisite.
Ancor prima del secondo dopoguerra proseguirono i lavori sia di restauro conservativo sia di completamento degli arredi e delle strutture.
Con l'ultimo ciclo di interventi iniziato negli anni sessanta e finito solo nel 2017 venne installato un impianto di riscaldamento, si realizzò l'adeguamento liturgico, si misero in opera sistemi contro la penetrazione dell'umidità, venne rifatta la copertura, vennero messi a norma gli impianti e si restaurarono le superfici esterne in tutte le loro componenti.